# Stenica
Stenica este o localitate din comuna Vitanje, Slovenia, cu o populație de 160 de locuitori.